# Yona Knight-Wisdom
Yona Roshen Knight-Wisdom (Leeds, 1995. május 12. –) brit születésű jamaicai műugró.

## Élete
Édesapja jamaicai, édesanyja pedig barbadosi. A sportággal 2004 után kezdett el foglalkozni, az athéni olimpia televíziós közvetítését nézve kötelezte el igazán magát a műugró mellett. Miután nem sikerült bejutnia a brit válogatottba, az edzője azt tanácsolta, hogy – szülei származása alapján – Jamaica vagy Barbados színeiben kezdjen el versenyezni, és ő apja hazájánál, Jamaicánál kötött ki (2012).
2012 októberében, az ausztráliai Adelaide városában zajló junior műugró-világbajnokságon a 16-18 évesek (A korcsoport) 1 méteres műugrás selejtezőjében a 17., míg 3 méteren 28. lett. A 2014-es nemzetközösségi játékokon – 19 évesen – mint a karibi ország első férfi műugrója vett részt, ahol 1 méteren az 5., 3 méteren pedig a 11. helyen végzett. Egy évvel később, a 2015-ös torontói pánamerikai játékok 3 méteres döntőjében a 10. helyen zárt.
A 2016-os műugró-világkupa 3 méteres versenyszámát ezüstéremmel zárta, és ezzel nem csak hogy kvalifikálta magát a 2016-os riói olimpiára, de sporttörténelmet is írt, hiszen Jamaicát korábban még soha nem képviselte férfi műugró olimpián. Az 1972-es müncheni olimpián képviselte az országot először – és utoljára – műugró (Betsy Sullivan), s 44 évet kellett rá várni, hogy a 21 éves Knight-Wisdom személyében újra ottlehessen egy, aki az egyéni 3 méteres versenyszám 29 fős mezőnyében a 14. helyen végzett.
A 2022-es budapesti úszó-világbajnokság 1 méteres versenyszámát a 7. helyen zárta, ugyanakkor a 3 méter elődöntőjéből már nem került be a fináléba, a 15. helyen végzett.

## Eredmények
| Sportesemény                               | Versenyszámok | Versenyszámok | Versenyszámok | Versenyszámok | Versenyszámok |
| Sportesemény                               | 1 m           | 3 m           | 3 m szinkron  | 10 m torony   | 10 m szinkron |
| ------------------------------------------ | ------------- | ------------- | ------------- | ------------- | ------------- |
|                                            |               |               |               |               |               |
| 2012-es junior vb, Adelaide                | 17.           | 28.           | –             | –             | –             |
|                                            |               |               |               |               |               |
| 2013-as úszó vb, Barcelona                 | 23.           | 34.           | –             | –             | –             |
|                                            |               |               |               |               |               |
| 2014-es Grand Prix, Madrid                 | –             | 13.           | –             | –             | –             |
| 2014-es nemzetközösségi játékok, Edinburgh | 5.            | 11.           | –             | –             | –             |
|                                            |               |               |               |               |               |
| 2015-ös gatineau-i Grand Prix              | –             | 21.           | –             | –             | –             |
| 2015-ös a pánamerikai játékok, Toronto     | –             | 10.           | –             | –             | –             |
| 2015-ös úszó-vb, Kazany                    | 19.           | 37.           | –             | –             | –             |
|                                            |               |               |               |               |               |
| 2016-os műugró-világkupa, Rio de Janeiro   | –             |               | –             | –             | –             |
| 2016-os Grand Prix, Gatineau               | –             | 12.           | –             | –             | –             |
| 2016-os Grand Prix, Bolzano                | –             | 4.            | –             | –             | –             |
| 2016-os nyári olimpia, Rio de Janeiro      | –             | 14.           | –             | –             | –             |
|                                            |               |               |               |               |               |
| 2017-es Grand Prix, Gatineau               | –             | 6.            | –             | –             | –             |
| 2017-es Grand Prix, Madrid                 | –             | 11.           | –             | –             | –             |